# Igrzyska Małych Państw Europy 2015
Igrzyska Małych Państw Europy 2015 – 16. edycja igrzysk małych państw Europy, która odbyła się w dniach 1 do 6 czerwca 2015 w Reykjavíku. Oficjalne otwarcie zawodów miało miejsce w Laugardalshöll.

## Dyscypliny
Zawody były rozgrywane w 10 dyscyplinach. Po raz pierwszy w programie zawodów znalazł się golf.

- Gimnastyka (szczegóły)
- Golf (szczegóły)
- Judo (szczegóły)
- Koszykówka (szczegóły)
- Lekkoatletyka (szczegóły)
- pływanie (szczegóły)
- Piłka siatkowa (szczegóły)
- Strzelectwo (szczegóły)
- Tenis stołowy (szczegóły)
- Tenis ziemny (szczegóły)

## Klasyfikacja medalowa
Klasyfikacja medalowa zawodów:
| Miejsce | Kraj          | Złoto | Srebro | Brąz | Razem |
| 1.      | Islandia      | 38    | 46     | 31   | 115   |
| 2.      | Luksemburg    | 34    | 22     | 24   | 80    |
| 3.      | Cypr          | 20    | 16     | 16   | 52    |
| 4.      | Czarnogóra    | 9     | 4      | 8    | 21    |
| 5.      | Monako        | 7     | 11     | 15   | 33    |
| 6.      | Liechtenstein | 7     | 9      | 9    | 25    |
| 7.      | Malta         | 4     | 9      | 19   | 32    |
| 8.      | Andora        | 4     | 1      | 6    | 11    |
| 9.      | San Marino    | 0     | 6      | 6    | 12    |